# Pierre Barrère

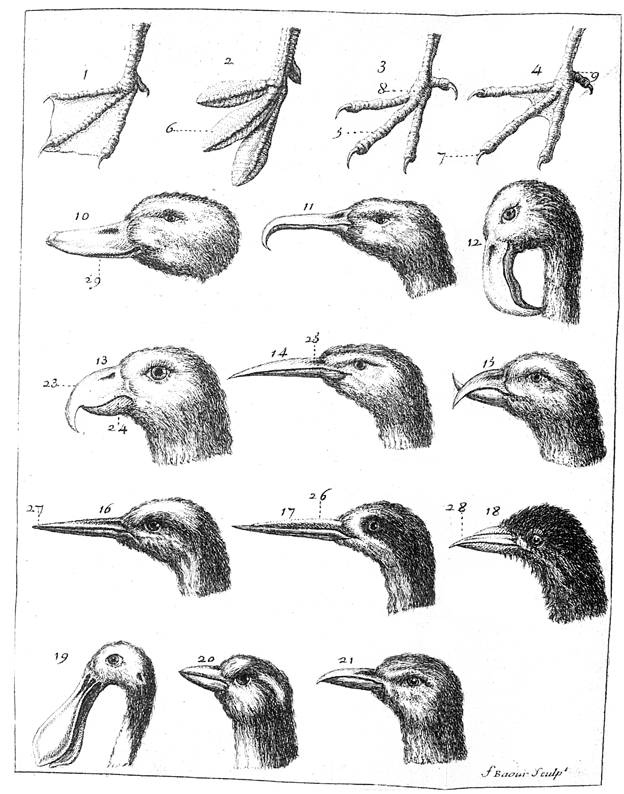
Plansch ur 'Ornithologiae Specimen av Barrère vilken visar hans klassificering av fåglar

Pierre Barrère, född 1690 i Perpignan, död 1755 i Perpignan, var en fransk läkare och naturforskare.
Han praktiserade i Perpignan från 1717. År 1722 reste han till Cayenne där han stannade i fem år. Tillbaka i Perpignan blev han professor i botanik vid universitetet och läkare på militärsjukhuset.

## Ornitologi
År 1745 publicerade han sin Ornithologiae Specimen Novum, sive Series Avium in Ruscinone, Pyrenaeis Montibus, atque in Galliâ Aequinoctiali Observatarum, in Classes, genera & species, novâ methodo, digesta. Hans klassificering, som helt baserades på formen av näbben och fötterna, indelade fåglarna i fyra grupper: les palmipèdes, les demi-palmipèdes, les fissipèdes och les demi-fissipèdes. Inom dessa grupper fanns ingen rang över släkten och arter, och dessa var mer eller mindre i oordning. Hans mycket konstgjorda klassificering övergavs snart. Arbetet tillägnades Buffon.

## Medicin
Pierre Barrère publicerade Observations anatomiques tirées des Ouvertures d'un grand nombre de cadavres 1753 Perpignan.

## Fossiler
Barrère utgav 1746 Observations sur l'origine et la formation des pierres figurées, et sur celles qui, tant extérieurement qu'intérieurement, ont une figure régulière & déterminée i Paris. Han var intresserad av ursprunget och typen av fossiler och beskrev många från Katalonien och Pyreneerna. Han föreslog att fossiler av marina blötdjur vittnade om ett forntida hav.

## Guyana
Barrère publicerade ytterligare två verk. I dessa redogjorde han för sina iakttagelser i Guyana. År 1741 kom Essai sur l'histoire naturelle de la France équinoxiale, ou Dénombrement des plantes, des animaux et des minéraux qui se trouvent dans l'isle de Cayenne, les isles de Remire, sur les côtes de la mer et dans le continent de la Guyane och 1743 utgavs Nouvelle Relation de la France équinoxiale, contenant la description des côtes de la Guiane, de l'île de Cayenne, le commerce de cette colonie, les divers changements arrivés dans ce pays, et les mœurs et coutumes des différents peuples sauvages qui l'habitent ; avec les figures dessinées sur les lieux.